# Cullen skink
Cullen skink – gęsta zupa wywodząca się ze Szkocji. Składa się z wędzonego plamiaka, ziemniaków i cebuli. Autentyczny Cullen skink gotuje się z finnan haddie (plamiaka wędzonego na zimno metodą z północno-wschodniej Szkocji, do której wykorzystuje się głównie świeże drewno i torf do produkcji dymu). Cullen skink może być również przygotowana z innych wędzonych ryb o białym, nieoleistym mięsie.
Zupa ta jest regionalnym specjałem miasteczka Cullen w Moray, na północno-wschodnim wybrzeżu Szkocji. Prezentuje się ją zarówno jako przystawkę na oficjalnych szkockich kolacjach, jak i jako część zwykłych posiłków na północnym wschodzie kraju.
Istnieje kilka regionalnych wariantów do przyrządzenia Cullen skink. Można użyć mleka zamiast wody albo dodać płynnej śmietany do zupy. W niektórych regionach dodaje się ziemniaki w formie puree, w celu zagęszczenia. Cullen skink serwuje się z chlebem.